# پیریا
پیریا (به فرانسوی: Peyriat) یک کمون در فرانسه است که در canton of Izernore واقع شده‌است.

## خصوصیات
پیریا ۵٫۹۳ کیلومترمربع مساحت و ۱۶۶ نفر جمعیت دارد و ۶۳۰ متر بالاتر از سطح دریا واقع شده‌است.